# Український національний музей Чикаго
Украї́нський націона́льний музе́й Чика́го (англ. Ukrainian National Museum of Chicago) — музей та архів української культури й діаспори, що знаходиться в Українській околиці Чикаго, США.

## Історія
Заснований у 1952  як Український Національний Музей-архів у Чикаго музейними подвижниками з України, що емігрували після II світової війни з таборів переміщених осіб у Німеччині.
Серед тих, хто стояв біля витоків музею: д-р Мирослав Сіменович (1885–1967), пр. Юліан Каменецький (1892–1973), пр. О. Ганкевич (1906–1969) та п. Олександр Городиський (1918-2014)
Президентами музею були д-р Мирослав Сіменович (1954–1967), д-р Ілля Мула (1967–1970), д-р Роман Верес (1970-1980), мгр. Емеліян Басюк (1980-1988), д-р Юрій Грицеляк (1988–2000), п. Ярослав Ганкевич (2000-2014). Від 2014 — п. Лідія Ткачук.
1953 року створено кураторію Архіву-Музею, до складу якої увійшли Ю. Каменецький – голова, О. Кочан – заступник, О. Ганкевич – архівар і бібліотекар, М. Баран – скарбник, О. Городиський – писар, а також – вільні члени – А. Кочан та д-р М. Терлецький. Протягом року ці добродії провели титанічну роботу, стукаючи у двері усіх громадських та церковних організацій, заохочуючи до співпраці фінансові установи. Серед перших, які передали музеєві пам’ятки друкованого слова, мистецтва, української старовини, були подружжя А. і О. Кочан з Джолієт (містечко в штаті Ілліной) та Михайло Баран, який зберіг рідкісні видання української преси та книжок, як зі «старого краю», так і з часів першої еміграції до Америки.
18 вересня 1954 року в домі Українського Народного Союзу, за адресою 841-845 N. Western av., відбулися перші загальні збори музею. На зборах було прийнято статут. Новій управі доручено знайти відповідне приміщення під музей, оскільки зібрані експонати зберігалися на приватних квартирах, в гаражі, згодом перенеслися до комори пластової домівки. Загальні збори одноголосно вибрали управу музею до якої увійшли д-р М. Сіменович – голова та члени А. Кочан, інж. І. Семянчук та д-р М. Бараболяк. До дирекції музею увійшли Ю. Каменецький – голова, заступники О. Кочан та д-р Терлецький, О. Ганкевич – архівар, М. Баран – скарбник, О. Городиський – писар, В. Децик – кустош музею. В. Данилишин – бібліотекар, також вільний член – Д. Шумей. До контрольної комісії увійшли В. Тимцюрак, А. Артемович та п. Михальцевич.
Восени 1955 року музей придбав триповерховий будинок за адресою: 2453 W. Chicago av.
Від 1955 року при музеї почав видаватися журнал «На слідах» (вийшло чотири числа). На той час це був «одинокий журнал на еміґрації, який узявся служити нашій музейній справі». Від 1956 року журнал став квартальником, який містив «спомини історичного значення, наукові розвідки, що торкають наше минуле чи зв'язані з нашим музейництвом, світлини історичного характеру і з життя української іміграції».
26 жовтня 1958 року, з метою створення центру українського музейництва в Чикаго, відбулося об’єднання з українським музеєм міста Онтаріо (штат Каліфорнія). У 1992 році музей купив новий будинок за адресою 2249 W. Superior St. Щорічно Музей відвідують близько 6000 осіб.
Фундатори: Др. М. Семенович, др. Ю. Подлуський, Фундація “Спадщина” 1 федерального банку “Певність”, Українська Американська Федеральна Кредитна Спілка “Самопоміч”, Фундація «Самопоміч» Українсько-Американської Кредитівки «Самопоміч»

## Відділи і експозиція
- народне мистецтво,
- книгозбірня (25 000 кн.)
- історично-військова колекція,
- еміграційний архів

У музеї зберігається майже 100 тисяч одиниць пам’яток архівних матеріалів з історії та культури України, унікальних реліквій славного минулого українського народу – від козацької доби до новітньої, котрі розповідають про національно-визвольні змагання та шлях до незалежності. Бібліотека нараховує понад 25.000 одиниць.
Для відвідувачів відкриті зали з відділами декоративно-прикладного та народного мистецтва, старовинних ікон, історії козацтва та визвольних змагань, пам’яті жертв геноциду 1932 – 1933 років в Україні, нумізматики, філателії, боністики, кімнати американського сенатора В. Дудича та історії українських-американських ветеранів.
У музеї формується новий підхід до роботи, який включає інтерактивні експозиції, активну співпрацю зі засобами масової інформації, громадськими організаціями, різноманітними фундаціями,американськими музеями, сучасну рекламну діяльність, активне впровадження в систему Інтернет інформації про виставки, окремі музейні пам’ятки.
У серпні 2020 року було представлено оновлену експозицію музею, до якої увійшла виставка розроблена Національним музеєм Голодомору-геноциду «Нас вбивали, бо ми – українці» [Архівовано 24 вересня 2020 у Wayback Machine.]. Реалізація цього проєкту стала можливою завдяки співпраці з Фундацією Українського геноциду в США (голова Микола Кочерга).
Виставка «Нас вбивали, бо ми – українці» висвітлює правдиві факти про довгозамовчуваний злочин Голодомору, особливо звертаючи увагу на його геноцидний характер, тобто радянському керівництву на чолі з Сталіном йшлося саме про винищення українців як нації. Матеріал подано крізь призму Конвенції запобігання злочину геноциду та покарання за нього, адже основна мета пам’яті – не допустити повторення. Використано архівні матеріали, спогади людей, які пережили Голодомор, дослідження провідних дослідників теми та правників. Експозицію створену у 2017–2018 роках було презентовано в більшості регіонів України, а також в Канаді, Польщі, Португалії та Естонії.

## Контакти
Адреса:
2249 W. Superior St

Chicago, IL 60612

## Див.також
- Список українських художників діаспори